# Willie Stevenson
William Stevenson, detto Willie (Leith, 26 ottobre 1939 – 27 maggio 2025), è stato un calciatore scozzese, di ruolo centrocampista.

## Carriera
Nel 1971 venne dato in prestito ai sudafricani dell'Hellenic, squadra iscritta alla National Football League, con cui vinse l'edizione 1971.
Trasferitosi in Canada, militò con il Montréal Olympique dal 1972 al 1973 nella North American Soccer League, non riuscendo con la sua squadra a superare la fase a gironi in entrambe le stagioni.
Nella stagione 1974 passò ai Vancouver Whitecaps, di cui fu il primo capitano, esordienti nella North American Soccer League, con cui non superò la fase a gironi.

## Palmarè s

### Club

#### Competizioni nazionali
- Campionato scozzese: 2

Rangers: 1958-1959, 1960-1961
- Campionato inglese: 2

Liverpool: 1963-1964, 1965-1966
- Coppa di Scozia: 2

Rangers: 1959-1960, 1961-1962
- Coppa d'Inghilterra: 1

Liverpool: 1964-1965
- Charity Shield: 3

Liverpool: 1964, 1965, 1966
- NFL: 1

Hellenic: 1971